# 阿拉斯泰尔·伊舍伍德
阿拉斯泰尔·伊舍伍德（英語：Alastair Isherwood，1975年3月7日—），澳大利亚男子赛艇运动员。他曾代表澳大利亚参加法国举行的1997年世界赛艇锦标赛，获得男子轻量级八人单桨有舵手金牌。